# Открытый чемпионат Италии по теннису 2021
Открытый чемпионат Италии по теннису 2021 года — 78-й розыгрыш ежегодного профессионального теннисного турнира среди мужчин и женщин, проводящегося в итальянском городе Рим и являющегося частью тура ATP в рамках серии серии Мастерс и тура WTA в рамках серии WTA 1000. Турнир прошёл с 9 по 16 мая. Соревнование продолжало околоевропейскую серию грунтовых турниров, подготовительную к майскому Открытому чемпионату Франции.
Прошлогодние победители:
- в мужском одиночном разряде —  Новак Джокович
- в женском одиночном разряде —  Симона Халеп
- в мужском парном разряде —  Марсель Гранольерс и  Орасио Себальос
- в женском парном разряде —  Се Шувэй и  Барбора Стрыцова

## Общая информация
Первым номером посева стал лидер рейтинга и пятикратный чемпион турнира Новак Джокович, который защищал свой прошлогодний титул. Вторая ракетка мира и рекордсмен по числу побед на местном турнире Рафаэль Надаль имел второй номер посева. В итоге оба фаворита разыграли титул и в шестой раз сошлись в финале местного турнира. В четвёртый раз сильнее в их противостоянии в этих финалах оказался Надаль. Испанец обновил свой рекорд по титулам в Риме, выиграв уже в десятый раз (до этого он побеждал с 2005 по 2007, в 2009, 2010, 2012, 2013, 2018 и 2019 годах). В основной сетке турнира сыграли четыре представителя России: лучше всего из них сыграл Андрей Рублёв, который смог доиграть до четвертьфинала.
В мужском парном разряде прошлогодние чемпионы Марсель Гранольерс и Орасио Себальос защищали свой титул под четвёртым номером посева, однако в этом розыгрыше турнира смогли доиграть только до четвертьфинала. Победу смогли одержать вторые номера посева Никола Мектич и Мате Павич. В финале они обыграли пару Раджив Рам и Джо Солсбери, которая имела пятый номер посева.
В женском одиночном турнире возглавила посев первая ракетка мира Эшли Барти. Австралийка доиграла до четвертьфинала, однако снялась с матча против Кори Гауфф. Чемпионка прошлого года Симона Халеп защищала титул в качестве третьего номера посева, однако румынская спортсменка не доиграла первый матч для себя на стадии второго раунда против Анжелики Кербер. Титул в этом году смогла завоевать № 15 посева Ига Свёнтек, которая в финале нанесла поражение в сухую № 9 посева Каролине Плишковой. Для чешской теннисистке этот финал стал третьим подряд на местном турнире. Свёнтек стала первой представительницей Польши, кому удалось выиграть турнир в Риме в любом разряде. В основной сетке сыграли четыре представительницы России и три из них доиграли до третьего раунда (Екатерина Александрова, Вера Звонарёва и Вероника Кудерметова).
В женском парном разряде прошлогодние чемпионки Се Шувэй и Барбора Стрыцова не защищали свой титул. Стрыцова закончила карьеру, а Се Шувэй сыграла на турнире в паре с Элизе Мертенс в качестве первых номеров посева, однако им не удалось преодолеть второй раунд. Они проиграли пару Гильяна Ольмос и Шэрон Фичмен, которая в последний момент попала в сетку турнира. Ольмос и Фичмен после этой победы смогли преподнести сюрприз и выйти в финал, в котором они переиграли Маркету Вондроушову и Кристину Младенович и взяли главный приз.

## Соревнования

### Мужчины. Одиночный турнир
Рафаэль Надаль обыграл  Новака Джоковича со счётом 7-5, 1-6, 6-3.
- Надаль выиграл 2-й одиночный титул в сезоне и 3-й за карьеру в основном туре ассоциации.
- Джокович сыграл 2-й одиночный финал в сезоне и 118-й за карьеру в основном туре ассоциации.

### Женщины. Одиночный турнир
Ига Свёнтек обыграла  Каролину Плишкову со счётом 6-0, 6-0.
- Свёнтек выиграла 2-й одиночный титул в сезоне и 13-й за карьеру в туре ассоциации.
- Плишкова сыграла 1-й одиночный финал в сезоне и 30-й за карьеру в туре ассоциации.

### Мужчины. Парный турнир
Никола Мектич /  Мате Павич обыграли  Раджива Рама /  Джо Солсбери со счётом 6-4, 7-6(4).
- Мектич выиграл 6-й парный титул в сезоне и 14-й за карьеру в основном туре ассоциации.
- Павич выиграл 6-й парный титул в сезоне и 23-й за карьеру в основном туре ассоциации.

### Женщины. Парный турнир
Гильяна Ольмос /  Шэрон Фичмен обыграли  Маркету Вондроушову /  Кристину Младенович со счётом 4-6, 7-5, [10-5].
- Ольмос выиграла 1-й парный титул в сезоне и 3-й за карьеру в туре ассоциации.
- Фичмен выиграла 1-й парный титул в сезоне и 4-й за карьеру в туре ассоциации.